# Porfyrios z Kafsokalyvie
Svatý Porfyrios z Kafsokalyvie (světským jménem: Evangelos Bairaktaris; 20. února 1906, Agios Ioannis – 2. prosince 1991, Athos) byl řecký pravoslavný duchovní a mnich.

## Život
Narodil se 20. února 1906 ve vesnici Agios Ioannis na ostrově Euboia. Jeho otec zpíval v chrámu a osobně znal svatého Nektaria Eginského. Jeho otec nemohl uživit rodinu a byl nucen odejít na stavbu Panamského průplavu.
Naučil se základní gramotnosti a byl přijat do školy, ale kvůli chudobě odešel na práci do Chalkis. Po přečtení života svatého Jana Kalyvity se rozhodl roku 1918 odejít na horu Athos, kde byl přijat do Kafsokalyvitského skitu. Jako poslušník žil 6 let a byl postřižen na rjasofora se jménem Nikita. Roku 1924 těžce onemocněl a byl poslán do monastýru svatého Charalamba v Avlonari. Po uzdravení žil v monastýru svatého Mikuláše ve Vathy.
Roku 1926 se setkal se svým krajanem arcibiskupem sinajským Porfyriem (Pavlinosem), který ho postřihnul do malé schimy se jménem Porfyrios a rukopoložil na jeromonacha. Roku 1940 odešel do Athén, kde byl jmenován duchovním chrámu svatého Gerasima při poliklinice. Mnoho času věnoval zpovědím, měl dar uzdravování a předpovídal budoucnost.
Roku 1973 odešel do důchodu a založil monastýr Proměnění Páně v Milesi (Ιερό Ησυχαστήριο της Μεταμορφώσεως του Σωτήρος, Μήλεσι).
Zemřel 2. prosince 1991 ve své cele na hoře Athos v Kafsokalyvitském skitu.

## Kanonizace
Svatořečen byl Konstantinopolským patriarchátem 1. prosince 2013. Jeho památka byla stanovena na 2. prosince.